# Port lotniczy Gobernador Horacio Guzmán
Port lotniczy Gobernador Horacio Guzman (IATA: JUJ, ICAO: SASJ) – port lotniczy 33 km na południowy wschód od San Salvador de Jujuy, w prowincji Jujuy, w Argentynie.

## Linie lotnicze i połączenia
- Aerolíneas Argentinas (Buenos Aires-Jorge Newbery, Córdoba)
- Flybondi (Palomar)
- Omni Air International (Buenos Aires-Jorge Newbery)